# 元山封鎖
元山封鎖發生在1951年2月16日至1953年7月27日的朝鲜战争期間，元山封鎖是现代历史上持續時間最长的一次海上封锁，共历时861天。主要来自美国的联合国軍海军部队成功地阻止了具有战略意义的城市元山被朝鮮人民軍海軍使用。封鎖期間，元山遭受嚴重破壞，而北朝鲜向美国舰队发射的大炮並沒有起到多大效果。